# Брац (ТВ серија)
Брац (енгл. Bratz), такође позната као Брац: Серија (енгл. Bratz: The Series), америчка је анимирана телевизијска серија. Темељи се на истоименој линији лутака. Серију су продуцирали Mike Young Productions и MGA Entertainment, а емитовао је Fox од 10. септембра 2005. до 26. фебруара 2008. године. Фокусира се на четири тинејџерке које воде сопствени часопис. У Србији је серију емитовао Б92 од 2006. године, а касније и Ултра. Синхронизацију на српски језик је радио студио Loudworks.

## Радња
Смештен у измишљеном граду Стајлсвилу, серија се врти око четири тинејџерке (Клои, Џејд Саша и Јасмин) које воде сопствени тинејџерски часопис под називом Брац, док у исто време похађају средњу школу Стајлс. Њихов ривалски часопис води Бурдин Максвел за коју раде Кирсти и Кејси. У пратњи својих пријатеља Дилана, Камерона и Итана, проблеми девојака се простиру кроз серију, како у Стајлсвилу, тако и ван њега.

## Гласовне улоге
| Улога          | Изворни глас    | Српски глас         |
| -------------- | --------------- | ------------------- |
| Клои           | Оливија Хек     | Бојана Стефановић   |
| Саша           | Тија Маури      | Софија Јеремић      |
| Џејд           | Солејл Мун Фрај | Мариана Аранђеловић |
| Јасмин         | Дион Кван       | Александра Ђурић    |
| Бердин Максвел | Венди Малик     | Весна Станковић     |

## Епизоде
| Сезона | Сезона    | Епизоде | Оригинално емитовање | Оригинално емитовање |
| Сезона | Сезона    | Епизоде | Премијера            | Финале               |
| ------ | --------- | ------- | -------------------- | -------------------- |
|        | Специјали | 3       | 4. октобар 2004.     | 9. октобар 2006.     |
|        | 1.        | 23      | 10. септембар 2005.  | 14. октобар 2006.    |
|        | 2.        | 17      | 4. фебруар 2008.     | 26. фебруар 2008.    |

## Критике
дала је серији 1 звездицу, уз коментар да би могла имати лош утицај на девојчице: „Брац су модерне Барби лутке чији изглед може узнемирити многе родитеље који траже здраве узоре за своје ћерке”.

## Гледаност
Прва сезона је имала веома добру гледаност, међутим друга сезона је имала ниску гледаност, што је довело до отказивања серије 2008. године. Остварила је огроман успех и у земљама ван САД, укључујући Србију.